# Тржище (Севниця)
Тржище (словен. Tržišče) — поселення в общині Севниця, Споднєпосавський регіон, Словенія. Висота над рівнем моря: 251,7 м.